# Remijia wurdackii
Remijia wurdackii är en måreväxtart som beskrevs av Julian Alfred Steyermark. Remijia wurdackii ingår i släktet Remijia och familjen måreväxter. Inga underarter finns listade i Catalogue of Life.